# خسرو احمدی
خسرو احمدی (زاده ۲۸ خرداد ۱۳۴۲ در تهران) بازیگر سینما، تئاتر و تلویزیون اهل ایران است. او با بازی در مجموعه تلویزیونی النگ و دولنگ به کارگردانی ایرج طهماسب با ایفای نقش دولنگ به شهرت
رسید.

## فیلم‌شناسی

### سینما
- آقای زالو[۱] (۱۴۰۳)
- پرویز خان (۱۴۰۲)
- بعد از رفتن (۱۴۰۱)
- خون خدا (۱۳۹۷)
- چهارراه استانبول (۱۳۹۶)
- سه بیگانه (۱۳۹۵)
- کلاه‌قرمزی و بچه‌ننه (۱۳۹۰)
- دونده زمین (۱۳۸۹)
- مینی‌بوس (۱۳۸۹)
- قبیله من (۱۳۹۰)، حضور افتخاری
- هم بازی (۱۳۸۸)
- طاووس‌های بی‌پر (۱۳۸۷)
- سه زن (۱۳۸۶ در عنوان بندی نیامده)
- مسیح (۱۳۸۴)
- جایی برای زندگی (۱۳۸۳)
- خوابگاه دختران (۱۳۸۲)
- عاشق مترسک (۱۳۸۲)
- کلاه قرمزی و سروناز (۱۳۸۱)
- تارزن و تارزان (۱۳۸۰)
- تنبل قهرمان (۱۳۸۰)
- دختر شیرینی فروش (۱۳۸۰)
- یکی بود یکی نبود (۱۳۷۹)
- اتل متل توتوله (۱۳۷۰)

### مجموعه تلویزیونی
| سال       | مجموعه تلویزیونی                        | کارگردان                                        | شبکه                                     |
| --------- | --------------------------------------- | ----------------------------------------------- | ---------------------------------------- |
| ۱۳۶۷      | عطر و گلاب بپاشید                       | ایرج طهماسب                                     | شبکه ۱/گروه کودک و نوجوان/پخش در دهه فجر |
| ۱۳۶۹      | بیداران                                 | اصغر عبداللهی                                   | شبکه ۲                                   |
| ۱۳۷۰      | النگ و دولنگ                            | ایرج طهماسب                                     | شبکه ۱/گروه کودک و نوجوان                |
| ۱۳۷۲      | هفته پرماجرا                            | عباس زارعیانفریدون فکوری                        | شبکه ۱                                   |
| ۱۳۷۴      | علی آقا ۱۲۱                             | محمد صالح علا                                   | شبکه ۲/بازیگر مهمان                      |
| ۱۳۷۵      | صد سال به این سال‌ها                     | بیژن صمصامی                                     |                                          |
| ۱۳۷۶      | قطار ابدی                               | رضا عطاران                                      | شبکه ۳/پخش در سال ۷۸                     |
| ۱۳۷۸–۱۳۸۳ | ماجراهای تقی جان                        | حسن پورشیرازیمرضیه محبوب                        | شبکه ۲/گروه کودک و نوجوان/در چهار سری    |
| ۱۳۷۹      | خواستگاری پرماجرا                       | محمد بنایی                                      |                                          |
| ۱۳۷۹      | چراغ جادو                               | همایون اسعدیان                                  | شبکه ۱/بازیگر مهمان                      |
| ۱۳۸۰      | چراغ‌های خاموش                           | کاظم بلوچی                                      | شبکه ۱/پخش در ماه رمضان                  |
| ۱۳۸۱      | پشت صحنه                                | رضا فیاضی                                       | شبکه ۱                                   |
| ۱۳۸۱      | باران عشق                               | احمد امینیفریدون حسن پور                        | شبکه تهران                               |
| ۱۳۸۱      | شبکه                                    | محمود عزیزی                                     | شبکه ۲                                   |
| ۱۳۸۶      | من و پوتی(سری سوم)                      | حمید قدکچیانمسعود فرخنده                        | شبکه ۲/گروه کودک و نوجوان                |
| ۱۳۸۷      | بلندگوهای افسانه‌ای                      | محمد رحمانیان                                   | شبکه ۲/گروه کودک و نوجوان                |
| ۱۳۸۹      | نون و ریحون                             | فرزاد مؤتمن                                     | شبکه تهران/پخش در ماه رمضان              |
| ۱۳۸۹      | پایتخت ۱                                | سیروس مقدم                                      | شبکه ۱/پخش در نوروز ۹۰                   |
| ۱۳۹۰      | توطئه فامیلی                            | رامبد جوان                                      | شبکه ۱                                   |
| ۱۳۹۰      | تقدیر                                   | عبدالرضا فیروزان                                | شبکه ۳                                   |
| ۱۳۹۱      | همه خانواده من                          | داریوش فرهنگ                                    | شبکه ۳/پخش در نوروز ۹۲                   |
| ۱۳۹۴      | گاهی به پشت سر نگاه کن                  | مازیار میری                                     | شبکه ۲/پخش در ماه رمضان/بازیگر مهمان     |
| ۱۳۹۵      | چرخ فلک                                 | عزیزالله حمیدنژاد، بهرام عظیم پوراحسان عبدی پور | شبکه ۱/بازی در اپیزود خالد               |
| ۱۳۹۷      | راه و بیراه                             | داوود بیدل                                      | شبکه ۱                                   |
| ۱۳۹۷      | سال‌های دور از خانه (مجموعه نمایش خانگی) | مجید صالحی                                      | شبکه نمایش خانگی                         |
| ۱۳۹۹      | با خانمان                               | برزو نیک نژاد                                   | شبکه ۳                                   |
| ۱۴۰۰      | زیرخاکی ۲                               | جلیل سامان                                      | شبکه ۱                                   |
| ۱۴۰۰      | آنها                                    | مهدی آقاجانی                                    | شبکه نمایش خانگی                         |
| ۱۴۰۱      | زیرخاکی ۳                               | جلیل سامان                                      | شبکه ۱                                   |
| ۱۴۰۱      | خوشنام                                  | علیرضا نجف زاده                                 | شبکه ۱                                   |
| ۱۴۰۱      | نوبت لیلی                               | روح‌الله حجازی                                   | شبکه نمایش خانگی                         |
| ۱۴۰۱      | خانه بسیار پر سر و صدا                  | سید مصطفی آزاد                                  | شبکه نمایش خانگی                         |
| ۱۴۰۱      | وضعیت زرد ۲                             | مجید رستگار                                     | شبکه ۲                                   |
| ۱۴۰۳      | زیرخاکی ۴                               | جلیل سامان                                      | شبکه ۲                                   |

### تئاتر
- چوب بدست‌های ورزیل (عبداللهی و حسینعلی بینوایی) قائم‌شهر؛ ۱۳۵۹
- عمو زنجیرباف (عبداللهی و حسینعلی بینوایی) قائم‌شهر؛ ۱۳۵۹
- بزنیم دشمن سر (حسینعلی بینوایی و عبداللهی) قائم‌شهر؛ ۱۳۶۱
- حر (کار گروهی) مازندران؛ ۱۳۶۱
- منتسرا (کار گروهی) مازندران؛ ۱۳۶۱
- سگ ساده‌لوح (علی ابوالقاسم) تهران، تالار محراب؛ ۱۳۶۴ و ۱۳۶۳
- آهو کوچولو (حمید متکلم) تهران، تالار هنر، سنگلج، سینما تئاتر کوچک؛ ۱۳۶۴–۱۳۶۳
- سفر ماهک (لقمان نظیری) تهران، تالار هنر؛ ۱۳۶۴
- شاه، موش، پنیر (ابوالحسن رونده) تهران، تئاترشهر، تالار اصلی؛ ۱۳۶۵
- آن‌ها زنده‌اند (حمیدرضا قطبی) تهران، تئاترشهر، تالار قشقایی؛ ۱۳۶۸
- لچک گلی (سیامک صفری) تهران، تئاترشهر، تالار قشقایی؛ ۱۳۶۹
- کامو (محسن هوشیار) تهران، تالارقشقایی؛ ۱۳۶۹
- شنبه به نوروز افتاد (عبادالله کریمی) تهران، تالار سنگلج
- بیژن و منیژه (پری صابری) تهران، کاخ سعدآباد، تالار عطار؛ ۱۳۷۳
- بازرس (علیرضا کوشک جلالی) تهران، تئاترشهر، تالار اصلی؛ ۱۳۷۹
- دزد دریایی (امیر دژاکام) تهران، تئاترشهر، تالار قشقایی؛ ۱۳۷۹
- روژان (امیر دژاکام) تهران، اداره تئاتر، خانه نمایش؛ ۱۳۸۰
- ایوانف (اکبر زنجانپور) تهران، تئاترشهر، تالار چهارسو؛ ۱۳۸۱
- پل (محمد رحمانیان) تهران، تئاترشهر تالار چهارسو؛ ۱۳۸۲
- اسب‌ها (محمد رحمانیان) تهران، تئاترشهر، تالار اصلی؛ ۱۳۸۳
- غول زنگی قلعه سنگ باران (شکرخدا گودرزی) تهران، تئاترشهر، تالار نو؛ ۱۳۸۳
- هفت خاج رستم (شکرخدا گودرزی) تهران، تئاترشهر، تالارقشقایی؛ ۱۳۸۷
- باران (امیر دژاکام) تهران، فرهنگسرای نیاوران؛ ۱۳۸۸
- ته خط (حمید ابراهیمی) تهران، تئاتر شهر، تالارسایه؛ ۱۳۸۸
- سه ماهی (منصور خلج) تهران، تئاترشهر، تالار شماره۲
- بازداشتگاه (کیان) تهران، تئاترشهر، تالار قشقایی
- سیاه سفید خاکستری (حسین نصرآبادی) تهران، تئاترشهر، تالار شماره۲
- خرس و خواستگاری (حسین نصرآبادی) تهران، فرهنگسرای قانون
- وکیل تسخیری (گلرخ میلانی) تهران، تئاترشهر، تالارنو
- روز به خیر آقای وزیر (محسن ابراهیمی) تهران، تئاترشهر، تالارنو
- مرد نیک (امیر دژاکام) تهران، تئاترشهر، تالار قشقایی
- تهرن (محمود استاد محمد) تهران، تئاترشهر، تالارقشقایی
- آخرین جشن (حمید ابراهیمی) تهران، تئاترشهر، تالارسایه
- مرثیه‌ای برای یک سبک‌وزن (ایوب آقا خانی) تهران، تئاترشهر، تالارسایه
- در خوان هشتم (محمد هاشمی) تهران، تئاترشهر، تالاراصلی
- آرسنیک و تور کهنه (حسین پارسایی) تهران، سالن استاد سمندریان؛ ۱۳۹۳
- پپرونی برای دیکتاتور (خسرو احمدی) تهران، ایرانشهر سالن استاد ناظرزاده کرمانی؛ ۱۳۹۴
- ترن (حمیدرضا آذرنگ)، تهران، سالن اصلی تئاتر شهر، (۱۳۹۵)
- زهرماری (علی احمدی) (۱۳۹۷)

### تله‌تئاتر
- دفینه‌های گندم (مجید سرسنگی)
- بازرس کل
- نکراسوف

### صداپیشگی
- جزیره جادویی پیکولو<ref>«سفر به جزیره جادویی پیکولو از شنبه». رکنا. ۷ تیر ۱۴۰۲.</ref> [۲]